# Екологічні групи рослин
Екологічна група — сукупність видів, що характеризується подібними потребами у величині будь-якого екологічного чинника і виникли в результаті його дії в процесі еволюції подібними анатомо-морфологічними та іншими ознаками, що закріпилися в генотипі.
Екологічні групи виділяються по відношенню організмів до одного фактору середовища (волога, температура, світло, хімічні властивості середовища проживання тощо), однак межі між ними умовні, і має місце плавний перехід від однієї екогрупи до іншої, що обумовлено екологічної індивідуальністю кожного виду.
Світлолюбні, тіньолюбні та тіньовитривалі рослини - це екологічні групи рослин, що відзначаються пристосуванням до певної освітленості середовища. До цих рослин належать рослини полів, степів та луків. У цих рослин добре розвинені підземні корені, вони мають високе стебло, росічені листкові пластинки з опущенням або восковим нальотом,що зменшує випаровування води. Добре розвинена основна фотосинтезуюча тканина у листках.
| Основні екологічні групи рослин | Основні екологічні групи рослин | Основні екологічні групи рослин        |
| Екологічний фактор              | Екологічна група                | Екологічна група                       |
| ------------------------------- | ------------------------------- | -------------------------------------- |
| Волога                          | Ксерофіти                       | рослини посушливих місцеперебувань     |
| Волога                          | Мезофіти                        | рослини середневологих місцеперебувань |
| Волога                          | Гідрофіти                       | водні рослини                          |
| Температура                     | Мегатермофіти                   | жаростійкі рослини                     |
| Температура                     | Мезотермофіти                   | теплолюбні рослини                     |
| Температура                     | Мікротермофіти                  | холодостійкі рослини                   |
| Температура                     | Гекістотермофіти                | дуже холодостійкі рослини              |
| Світло                          | Сциофіти                        | тіньолюбні рослини                     |
| Світло                          | Сциогеліофіти                   | тіньовитривалі рослини                 |
| Світло                          | Геліофіти                       | світлолюбні рослини                    |
| Трофність ґрунту                | Оліготрофи                      | рослини бідних ґрунтів                 |
| Трофність ґрунту                | Мезотрофи                       | рослини помірно родючих ґрунтів        |
| Трофність ґрунту                | Еутрофи                         | рослини родючих ґрунтів                |
| Засоленість ґрунтів             | Глікофіти                       | рослини, котрі не переносять засолення |
| Засоленість ґрунтів             | Галофіти                        | солестійкі рослини                     |
| Кислотність ґрунтів             | Ацидофіти                       | рослини кислих ґрунтів                 |
| Кислотність ґрунтів             | Нейтрофіти                      | рослини нейтральних ґрунтів            |
| Кислотність ґрунтів             | Базофіти                        | рослини лужних ґрунтів                 |